# 750

## Esdeveniments
- A la batalla del riu Zab els abbasides derroten l'exèrcit omeia. Set mesos després, es captura i dona mort a Marwan II, culminant així la revolució abbàssida.[1]

## Necrològiques
- Haran: Al-Abbas ben al-Walid, general omeia, fill del califa Walid I.